# Sanktion
Sanktion kan betyda bestraffning eller andra följder av lag-, regel- eller avtalsbrott. Sanktion eller sanktionering kan även ha betydelsen att inför andra godta eller acceptera annans, ofta en underordnad persons eller organisations, åtgärd.
- Internationell sanktion - bestraffningsåtgärder antagna av ett land eller grupp av länder mot ett annat land av politiska orsaker
  - Diplomatisk sanktion - till exempel återkalla ambassadören, vägra delta i konferenser där landet har representanter. Har även tillämpats i idrottsammanhang.
  - Ekonomisk sanktion (embargo)- ofta handelsblockad, eventuell begränsad till (svartlistning) eller med dispens för vissa varor (till exempel av humanitära skäl)
  - Militär sanktion - militär intervention
- Handelssanktion - ekonomiska bestraffningar av icke-politiska orsaker (till exempel vid oenighet om avgifter eller kvalitet på utfört arbete)

- Social sanktion - Sociala normer, värderingar och reaktioner som uppmuntrar önskvärt beteende och avskräcker från oönskat beteende. Exempel på sociala sanktioner är inkludering eller exkludering av person från grupp och hederskultur.

Kunglig sanktion har dock betydelsen att kungligt veto inte inläggs, och att beslutet (till exempel ett lagförslag) således godkänns, sanktioneras. Termen sanktioneras kan användas även för andra typer av godkännanden av olika myndigheter och institutioner.